# Chōzaemon Ōhi

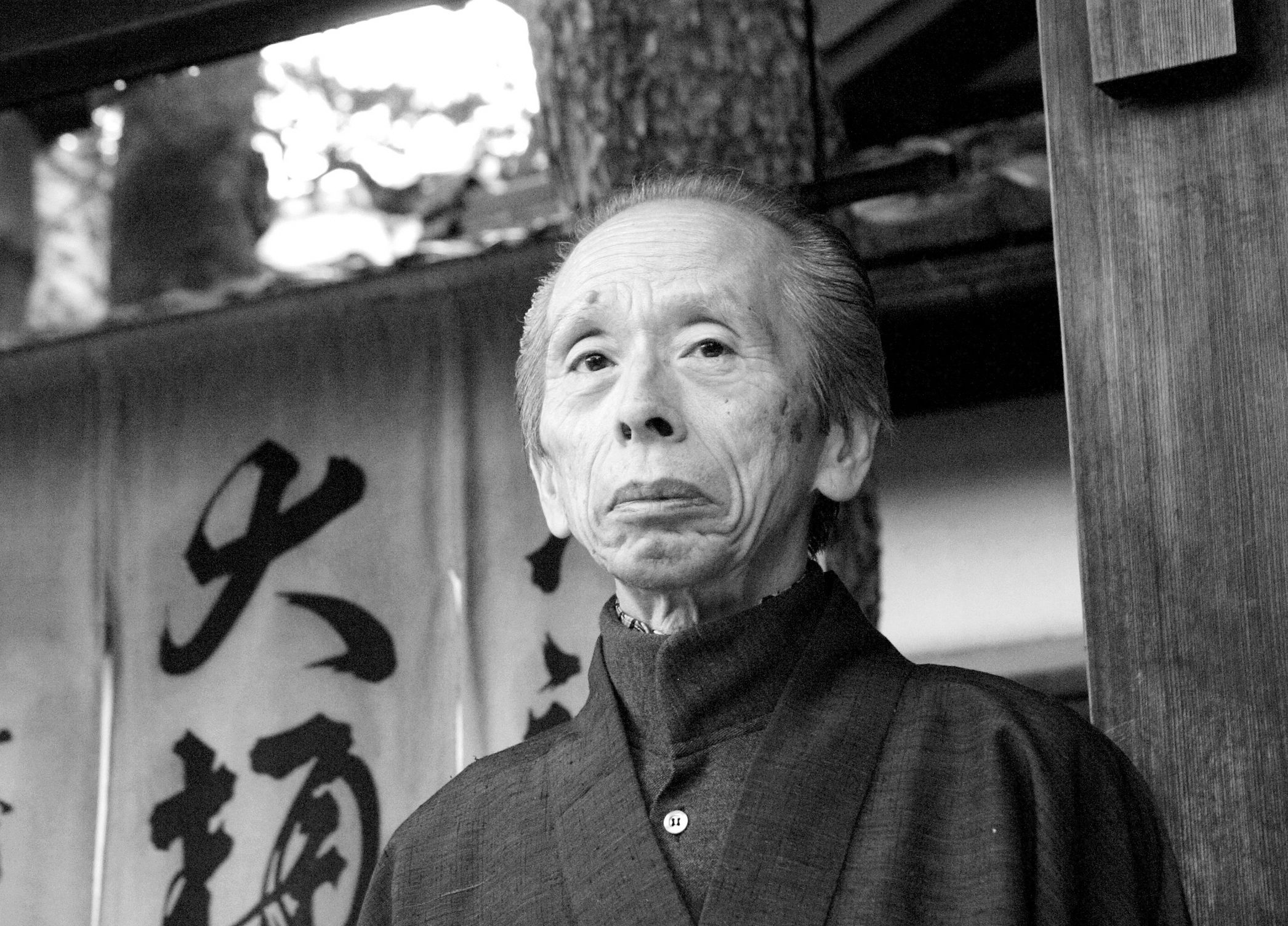
Chōzaemon Ōhi X.

Chōzaemon Ōhi (japanisch 大樋 長左衛門, Ōhi Chōzaemon, auch Toshirō Ōhi (大樋 年朗), ab 2014 Tōyasai Ōhi (大樋 陶冶斎), wirklicher Name Toshirō Nara (奈良 年郞, Nara Toshirō); geboren 28. Oktober 1927 in Kanazawa (Präfektur Ishikawa); † 17. Oktober 2023) war ein japanischer Keramiker.

## Leben und Wirken
Chōzaemon Ōhi machte 1949 seinen Studienabschluss an der „Tōkyō bijutsu gakkō“ (東京美術学校), der Vorgängereinrichtung der „Universität der Künste Tokio“, im Fach Kunstgewerbe. 1950 konnte er zum ersten Mal auf der „Nitten“ ausstellen. Die Nitten zeichnete ihn später öfters mit Preisen aus. 1961 wurde er von Berlin eingeladen sich an der Ausstellung „Japanisches Kunsthandwerk“ zu beteiligen. Er wurde zum Mitglied in der Akademie der Künste gewählt. Ōhi übernahm viele Ämter: so wurde er u. a. 1978 Vorsitzender der „Kunsthandwerker-Vereinigung Kanazawa“ (金沢市工芸協会, Kanazawa-shi kōgei kyōkai) und 1995 Vorsitzender der „Vereinigung der Keramiker Japans“ (日本陶磁協会, Nihon tōji kyōkai). Er folgte seinem Vater als „Chōzaemon Ōhi X.“ Da sein Sohn ihm als „XI.“ folgte, nannte er sich dann „Tōyasai Ōhi“.
Für seine Arbeit, die durch klassische Formen (von denen er sich im Spätwerk freimachte) und experimentellen Oberflächen gekennzeichnet ist, wurde er vielfach ausgezeichnet: 1982 mit dem Preis Kultusminister (文部大臣賞, Mombudaijin shō), 1985 mit dem Preis der Akademie der Künste für sein Werk „Aufsteigen“ (峙つ, Sobadatsu), deren Mitglied er 1999 wurde.
2004 wurde Ōhi als Person mit besonderen kulturellen Verdiensten geehrt und 2011 mit dem Kulturorden ausgezeichnet.